# Agence de l'électrification rurale
L'Agence de l'électrification rurale (en anglais, Rural Electrification Agency) (AER) est un établissement public du Cameroun à caractère technique créé en 1998. L'AER fonctionne sous la tutelle technique du ministère de l’Eau et de l’Énergie et sous la tutelle financière du ministère des Finances et contribue à l'électrification des communes rurales camerounaises,. 

## Historique
L'Agence de l'électrification rurale du Cameroun depuis sa création en 1998 a connu au fil des années des évolutions via des décrets:
- 1998 : création de l'AER par le décret n° 98/022 du 24 décembre 1998[3].
- 1999 : l'Agence d'électrification rurale devient un établissement public administratif par le décret 99/193 du 08 septembre 1999[4].
- 2009 : création du Fonds d'énergie rurale (FER) ayant pour but d'assurer le financement des programmes et projets d’énergie rurale[5].
- 2013 : réorganisation de l'AER via le décret n° 2013/204 du 28 juin 2013 portant organisation et fonctionnement de l'Agence de l'électrification rurale (AER)[6],[7],[8].
- 2022 : réorganisation de l'AER par le décret n°2022/110 du 4 mars 2022 portant réorganisation et fonctionnement de l'Agence de l'électrification rurale. L'AER devient ainsi un établissement public à caractère technique doté d'une autonomie administrative et financière[9],[10],[11].

## Missions
L'AER a pour principale mission de promouvoir l'électrification des communes rurales camerounaises. De ce fait, elle accorde aux opérateurs et aux usagers l'assistance technique et éventuellement financière, nécessaire au développement de l'électrification rurale. Elle est ainsi charger de,:
- La réalisation d'enquêtes et d'études aboutissant à des solutions techniques et économiquement viables pour les zones rurales, en conformité avec les normes et standards homologués.
- L'élaboration de dossiers techniques en collaboration avec les administrations concernées, destinés aux communautés rurales et aux opérateurs du secteur, pour le financement de l'électrification rurale.
- La négociation des financements nécessaires à l'électrification rurale auprès des bailleurs de fonds, en coordination avec les administrations compétentes.
- L'assistance aux opérateurs, si nécessaire, dans la préparation des dossiers relatifs à la production, au transport, à la distribution et à la vente d'électricité, conformément à la législation et à la réglementation en vigueur.
- L'accord d'une assistance financière aux opérateurs et aux communautés rurales, selon les conditions fixées par arrêté conjoint du ministre chargé de l'électricité et du ministre chargé des finances.
- L'élaboration de mécanismes de gestion communautaire et de maintenance des installations d'électrification en milieu rural.
- L'encadrement des communautés rurales bénéficiaires dans la gestion et la maintenance des installations d'électrification.
- L'exécution de toutes missions d'intérêt général confiées par le Gouvernement dans le secteur de l'électrification rurale.